# عين النويصي
عين النويصي إحدى بلديات دائرة عين النويصي بلدية الحسيان الواقعة ب بن ياحي التابعة لولاية مستغانم.